# Studánka U Buku
Studánka U Buku se nachází na okraji lesa na svahu vrchu Křemešník. Svůj název dostala podle velkého buku, který u ní rostl. Jedná se o periodický pramen se stejnou periodicitou jako Zázračná studánka ležící na opačné straně vrchu. Z toho se dá usuzovat, že obě studánky jsou vzájemně propojené. V roce 1876 zaslal korecký revírník Farka vodu do Prahy k rozboru, který ukázal, že i zde voda obsahuje sloučeniny stříbra. Přítomnost stříbra je způsobena těžbou stříbra, která zde v minulosti probíhala. V roce 1900 je uváděna jako roubená, současnou podoba pochází z roku 2001.
Místem vede zelený okruh z Křemešníka, přes Korce, Stříbrnou studánku, Sluneční paseku a kapličku sv. Jana zpátky na Křemešník. Od září 2004 tudy vede i trasa NS Křemešník.

## Další studánky v okolí Křemešníka
- Stříbrná studánka
- Studánky U Ivanin
- Zázračná studánka